# Teófilo Cubillas
Teófilo Juan Cubillas Arizaga (født 8. marts 1949 i Lima, Peru) er en tidligere peruviansk fodboldspiller, der spillede for en række sydamerikanske og europæiske klubber, samt for Perus landshold, som han vandt Copa América med i 1975. Han regnes som den bedste spiller i peruviansk fodboldhistorie, og deltog ved tre VM-slutrunder med landet. Han blev udvalgt som Perus største spiller nogensinde i en IFFHS afstemning, hvor han også blev inkluderet i verdens Top 50. He was renowned for his technique, shooting ability and free kick ability. Han var en af de 1970 verdens bedste spillere og den bedste i sin position i årtiet kun bag hollænderne Johan Cruyff. Blandt hans vigtigste præstationer er FIFA priserne for den bedste unge spiller og bronzestøvlen i Mexico 1970 samt sølvstøvlen og medlem af det ideelle hold i Argentina 1978, han var også mester og bedste spiller i 1975 Copa América. Han er en af de bedste angribende midtbanespillere i fodboldens historie.
Cubillas blev i 2004, som den eneste peruvianer, udvalgt til FIFA 100, en kåring af de 125 bedste nulevende fodboldspillere gennem historien. Han blev i 1972 desuden kåret til Årets fodboldspiller i Sydamerika.